# (116054) 2003 WO107
(116054) 2003 WO107 es un asteroide perteneciente al cinturón de asteroides, descubierto el 23 de noviembre de 2003 por el equipo del Lincoln Near-Earth Asteroid Research desde el Laboratorio Lincoln, Socorro, Nuevo México.

## Designación y nombre
Designado provisionalmente como 2003 WO107.

## Características orbitales
(116054) 2003 WO107 está situado a una distancia media del Sol de 2,756 ua, pudiendo alejarse hasta 2,929 ua y acercarse hasta 2,584 ua. Su excentricidad es 0,063 y la inclinación orbital 2,194 grados. Emplea 1671,51 días en completar una órbita alrededor del Sol.

## Características físicas
La magnitud absoluta de (116054) 2003 WO107 es 16,01. 